# Zbigniew Beta
Zbigniew Beta (* 2. Juli 1953 in Warschau) ist ein ehemaliger polnischer Leichtathlet, der sich auf den Weitsprung spezialisiert hat. Seinen größten sportlichen Erfolg feierte er mit dem Gewinn der Bronzemedaille bei den Halleneuropameisterschaften 1975 in Katowice.

## Sportliche Laufbahn
Erste internationale Erfahrungen sammelte Zbigniew Beta vermutlich im Jahr 1973, als er bei der Sommer-Universiade in Moskau mit einer Weite von 7,53 m den siebten Platz belegte. Im Jahr darauf schied er bei den Europameisterschaften in Rom mit 7,47 m in der Qualifikationsrunde aus und 1975 gewann er bei den Halleneuropameisterschaften in Katowice mit 7,82 m die Bronzemedaille hinter dem Franzosen Jacques Rousseau und Hans-Jürgen Berger aus der Bundesrepublik Deutschland. Daraufhin trat er nicht mehr international in Erscheinung.
1973 wurde Beta polnischer Meister im Weitsprung im Freien sowie 1975 in der Halle.